# Anna Maria Chetwood
Pour les articles homonymes, voir Chetwode.
Anna Maria Chetwood, orthographiée parfois Chetwode, connue sous le nom Miss Chetwood, née le 7 février 1774 à Woodbrook et morte le 2 décembre 1870 à Cheltenham, est une romancière irlandaise.

## Biographie
Anna Maria Chetwood est la fille du révérend John Chetwood, établi à Glanmire dans le comté de Cork, et de son épouse Elizabeth Hamilton ; son grand-père, Knightley Chetwode, est un ami de Jonathan Swift. Miss Chetwode a été identifiée comme étant Anna Maria par élimination des autres femmes de sa famille. Le révérend John Chetwood a écrit de la poésie mais n'a jamais été publié. Il a été recteur à Rathconey dans Glanmire, de 1790 jusqu'à sa mort en 1814.
Elle s'est rendue en Russie au début des années 1800, résidant près de Moscou avec Yekaterina Vorontsova-Dashkova dans son domaine de Troitskoe. Par le mariage de sa sœur Elizabeth Hester avec Robert Wilmot, elle est liée à ses sœurs Katherine et Martha. Miss Chetwode habitait à Glanmire en 1821.

## Œuvre
Miss Chetwode a écrit au moins trois romans, même s'il est vraisemblable qu'elle ait été l'auteur d'autres ouvrages. Ses livres Blue-stocking Hall (1827) et les Tales of my time (1829) ont été attribués à tort à William Pitt Scargill, un ministre de l'East Anglia. L'érudit irlandais, John Windele, identifie Miss Chetwode comme l'auteur de ces livres en 1839.
Blue-stocking Hall est un roman épistolaire situant les acteurs dans le comté de Kerry, et plaide en faveur de l'éducation des femmes. Un livre intitulé Snugborough a également été attribué à Miss Chetwode. Un certain nombre de ses poèmes, signés de ses initiales, sont conservés dans les archives Wilmot de l'Académie royale d'Irlande (Royal Irish Academy), dont un poème à la mémoire de Thomas Addis Emmet,,.